# 2004 FU162
2004 FU162 ist ein sechs Meter großer Meteoroid, der sich der Erde am 31. März 2004 bis auf 6.500 km näherte.
2004 FU162 wurde nur wenige Stunden vor dem Zeitpunkt der größten Annäherung von einem Robotteleskop des LINEAR-Projekts entdeckt. LINEAR (Lincoln Near Earth Asteroid Research) ist ein von der NASA gefördertes Projekt zur Suche nach erdnahen Asteroiden. Der Kleinplanet konnte 44 Minuten lang von LINEAR beobachtet werden.
Durch das Gravitationsfeld der Erde wurde das Objekt beim Vorbeiflug um 20 Grad von seiner Bahn abgelenkt und benötigt seitdem nur noch neun Monate für eine Umkreisung der Sonne und nicht mehr rund ein Jahr.
Hätte der Meteoroid die Erde getroffen, wäre er aufgrund seiner geringen Größe möglicherweise in der Atmosphäre verglüht und hätte den Erdboden nicht erreicht.